# Абдул-Ахад-хан
Сеїд Абдул-Ахад (Абдулахад, Абд аль-Ахад)-хан (27 березня 1859– 10 грудня 1910) — 7-й правитель Бухарського емірату у 1885–1910 роках, поет і меценат.

## Життєпис
Походив з династії Мангит. Син спадкоємця трону Музаффара та його перської наложниці Шамшат. Народився 1859 року в Керміні. 1860 року його батько стає еміром держави, а Абдул-Ахад — спадкоємцем трону. Мав хист до приборкання жеребців, соколиного полювання та гри кок-бору. Вільно володів перською, арабською та російською мовами. 1873 року призначено беком Керміна.
1885 року після смерті батька успадкував владу. Перші роки свого панування у самій Бухарі емір проводив трохи більше 6 місяців на рік, взимку кілька місяців перебирався до Шахрисабзу і Карші, в червні і липні перебував в Керміні. Разом з тим зі сходження його на трон в Бухарі було запроваджено Російське імператорське політичне агентство, через яке емір повинен бувздійснювати контакти з Туркестанським генерал-губернаторством та міністерством закордонних справ Росії.
У 1886 році емір заснував орден Корони Бухарської держави. Згодом наказав виготовляти медалі бухарської держави з золота, срібла, бронзи та міді, якими нагороджував військовиків, чиновників, купців. На посади чиновнкиів став просувати осіб без врахування знатності. Також фактично зрівняв у правах сунітів й шиїтів.
1888 року підписав з туркестанським генерал-губернатором М.Розенбахом, відповіднодо якого врамках будівництва Закаспійської залізниці (його було завершено 1891 року) відводилася залізнична смуга відчуження на будівництво залізничних станцій, навколо яких почали з'являтися російські поселення. Цим посилено політику російської колонізації регіону. 1889 року емір запровадив нові правила торгівлі алкогольними напоями в еміраті, якими дозволялося торгувати лише у російських поселеннях, на залізничних станціях й у російських військових частинах, розташованих у еміраті. Торгувати ними мали право лише російські піддані без права продажу їх бухарцям. Торговці мали сплачувати добухарської скарбниці закят у розмірі 2,5 % вартості товару та міські збори на потреби поселення.
Разом з тим невдовзі після сходження на трон скасував всі тортури та обмежені застосування страти. Також за підтримки росіян розпочав промисловий видобуток міді, заліза та золота. Емір особисто і дуже активно брав участь у торгівлі каракулем, займаючи третє місце на світовому ринку за обсягом торгових операцій з цим цінним хутром. За деякими даними, на особистих рахунках еміра в Російському державному банку зберігалася близько 27 млн рублів золотом, ще близько 7 млн. — у приватних комерційних банках імперії.
У 1894 році погиркався з бухарським духовенством, післячого оселився в Керміні і ніколи більше не повертався до Бухари. Того ж року рішенням російського уряду Бухарський емірат було включено до імперської митної території. З 1 січня 1895 року стали відкриватися російські митниці на бухаро-афганській прикордонній лінії від м. Керкі (правий берег Амудар'ї) до Дарваза (злиття річок Кафірніган з Амудар'єю), що остаточно позбавило емірат самостійності й перетворювало на внутрішній ринок Російської імперії. 1895 року Абдул-Ахад-хан реорганізував військо за російським зразком. 1896 року російський імператор Микола II надав емір звання «високість».
Наприкінці 1890-х років став їздити на Кавказ залізницею через Кисловодськ, лікувався в Залізноводську та Кисловодську, відвідував Санкт-Петербург. Відкриття ділянки Ташкентської залізниці на Оренбург в 1905 році ще більше полегшило його особисті контакти з імператорським двором й петербурзькою аристократією.
1900 року отримав звання генерал від кавалерії російської армії. 1901 року уклав угоду з російським уряду щодо врегулювання питання з карбування бухарської танги, курс якої до того постійноколивався. Емір погодився передати запас танги на 20 млн рублів і монету, що у нього карбована на 25 млн рублів, до державного банку Росії із розрахунку золотом чи сріблом по 15 коп. за тангу. Натмоість встановлено було використання у Бухарі російських грошей, а Росії — бухарських.
1902 року Абдул-Ахад-хан став генерал-ад'ютантом. Того ж року прибув до Санкт-Петербургу. Водночас в тому році після запевнення роботи спеціальних російсько-бухарських комісій з водного питання було досягнуто угоди про пропуск 1/3 частини води Зеравшана в бухарські володіння. Але угода часто порушувалася, водну проблему російська адміністрація використовувала як інструмент політичного та економічного тиску на еміра.
1905 року Абдул-Ахад-хан став почесним членом Кримсько-Кавказького гірського клубу та почесним громадянином Ялти. На честье міра в цьому місті було назвало вулицю. 1906 року Абдул-Ахад-хан став кавалером ордену Андрій Первозванного з діамантами. Невдовзі отримав дозвіл звести мечеть в Санкт-Петербурзі.
Наприкінці життя вступив у протиріччя з туркестанськими генерал-губренаторами П.Міщенком, потім О.Самсоновим, які планували провести внутрішні реформи в еміраті. Завдяки хабарям членам російського уряду Абдул-Ахад-хан завадим цим ініціативам, розглядаючи їх як втручання у внутрішні справи та порушення прав еміра.
Помер в Керміні 1910 року. Йому спадкував син Сеїд Алім-хан.

## Творчість і меценатство
Мав хист до складання віршів. З його доробку відомий «Диван», депредставлено вірші підпсевдонимом Оджиз (Слабкий). Цікавим є його листування монархами та вищими сановниками Російської імперії, королівства Італії, беями Тунісу, шахами Персії, політіками Франції, Болгарії, Данії, Чорногорії, королем Сіаму.
На його кошти було споруджено палац поблизу Бухари в Кагані, шато в Ялті, Залізноводську, головні нарзанні ванни в Кисловодську (1901—1903 роки), палац-представництво в Оренбурзі; надав 1 млн рублів нас порудження мінного крейсеру «Емір Бухарський».
Також заснував вакф на користь святинь Мекки і Медини, що приносив до 20 тис. рублів річного доходу На початку 1880-х років таємно від російського уряду пожертвував близько 20 тис. рублів на будівництво Хіджазької залізниці. 1906 року пожертвував 350 тис. рублів на викуп земельної ділянки для будівництва соборної мечеті в Санкт-Петербурзі, потім надав 100 тис. рублів на її будівництво. Крім цього, емір організував збір для цієї мети коштів серед бухарських купців. Загалом зібрано було понад 200 тис. рублів золотом. Її будівництво було завершено у 1913 році. Стала найбільшою на той час мечетю в Європі. Діє до тепер.